# 2857 NOT
2857 NOT eller 1942 DA är en asteroid i huvudbältet som upptäcktes den 17 februari 1942 av den finska astronomen Liisi Oterma vid Storheikkilä observatorium. Den har fått sitt namn efter teleskopet Nordic Optical Telescope på La Palma.
Asteroiden har en diameter på ungefär 9 kilometer.